# توماس آرائوخو
توماس لموس آرائوخو (انگلیسی: Tomás Araújo؛ زادهٔ ۱۶ مهٔ ۲۰۰۲) بازیکن فوتبال پرتغالی است که هم‌اکنون برای باشگاه فوتبال بنفیکا بازی می‌کند.
وی همچنین در تیم‌های ملی فوتبال زیر ۱۵ سال پرتغال، زیر ۱۶ سال پرتغال، زیر ۱۷ سال پرتغال، زیر ۱۸ سال پرتغال، و زیر ۱۹ سال پرتغال بازی کرده‌است.